# Acantholimon bodeanum
Acantholimon bodeanum är en triftväxtart som beskrevs av Aleksandr Andrejevitj Bunge. Acantholimon bodeanum ingår i släktet Acantholimon och familjen triftväxter. Utöver nominatformen finns också underarten A. b. pilosum.